# Fulica americana
La folaga americana (Fulica americana J. F. Gmelin, 1789) è un uccello gruiforme della famiglia dei Rallidi originario del continente americano.

## Descrizione

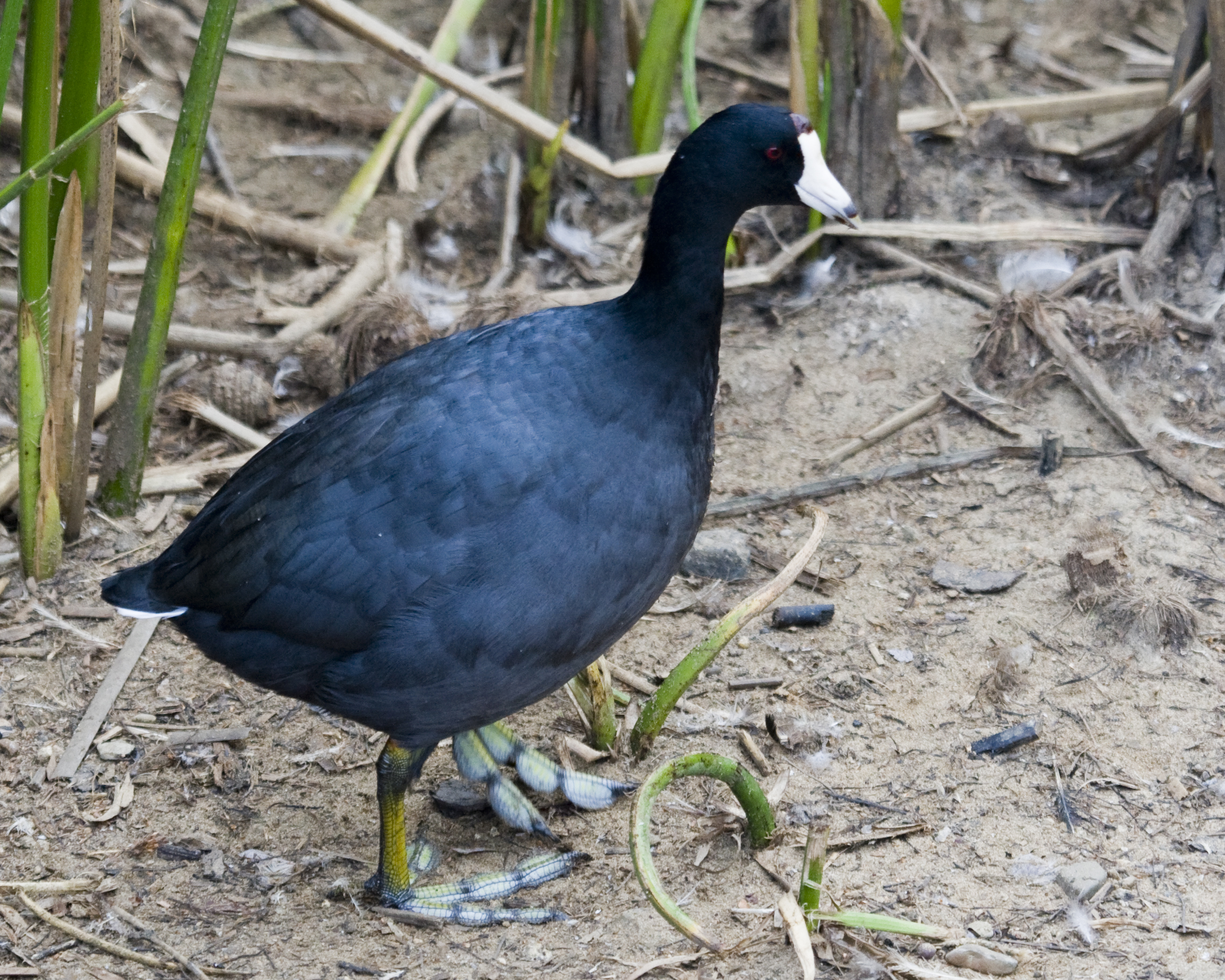
In questo esemplare si nota chiaramente la protuberanza rossa sulla sommità della placca frontale

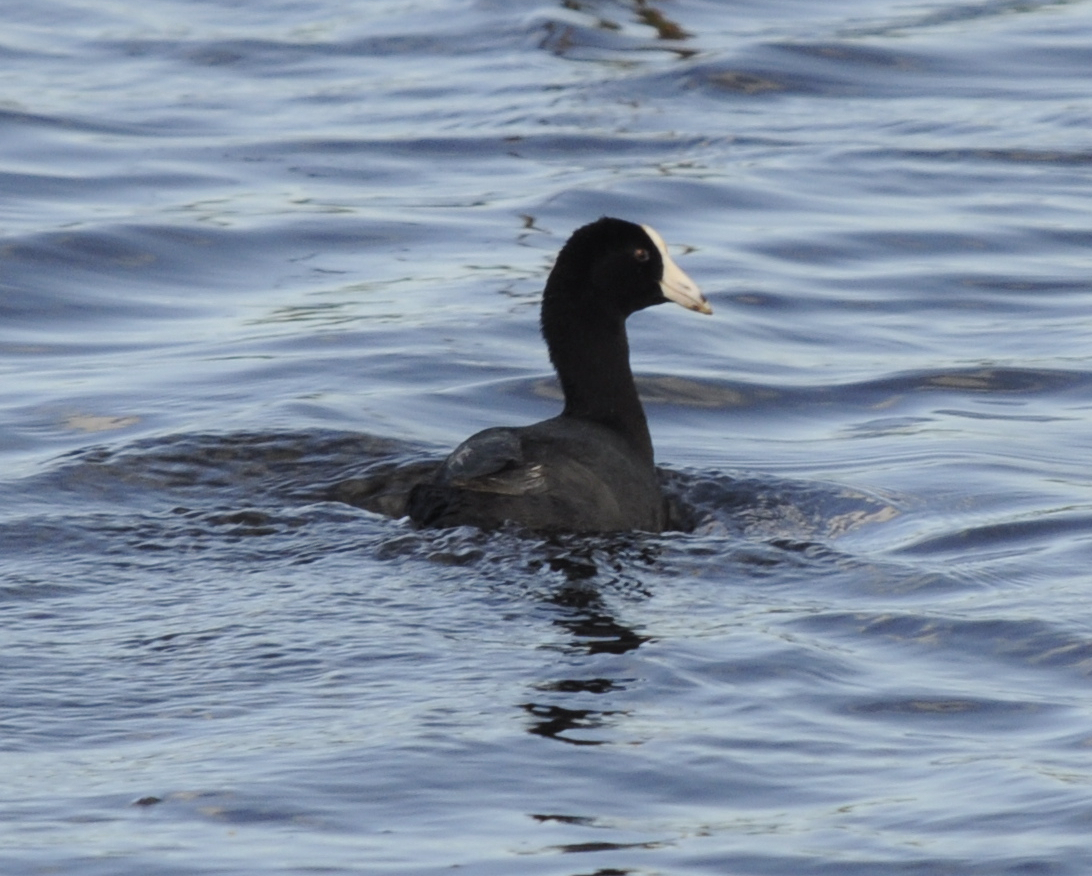
La cosiddetta «folaga dei Caraibi», con la placca frontale interamente bianca

### Dimensioni
Misura 34-43 cm di lunghezza, per un peso di 576-848 g nel maschio e di 427-628 g nella femmina; ha un'apertura alare di 60-70 cm.

### Aspetto
La folaga americana è l'unica specie di folaga presente in America del Nord. Pertanto, diversamente da quanto accade in America del Sud, dove convivono diverse specie relativamente simili tra loro, l'identificazione della folaga americana non pone particolari problemi. Essa è di dimensioni simili a quelle della folaga comune. Ha il piumaggio molto scuro, praticamente nero, come quello di tutte le specie di folaga. La testa e il collo sono di un nero intenso, mentre il corpo grigio antracite presenta dei riflessi grigio ardesia. Le copritrici laterali del sottocoda sono bianche, così come l'estremità delle remiganti secondarie, ma quest'ultimo carattere è visibile solo quando le ali sono distese. Il becco bianco, sormontato da una placca frontale altrettanto bianca in continuità con il becco, contrasta fortemente con il nero della testa e il rosso vivo degli occhi. Negli esemplari che vivono sul continente, due macchie marrone subterminali ornano i rami del becco e la parte superiore della placca presenta un leggero rigonfiamento dello stesso colore. Solo raramente la placca è interamente bianca. La folaga dei Caraibi, presente nelle Antille, un tempo considerata una specie a sé, è oggi considerata una semplice variante della folaga americana. In questa forma, la placca frontale è interamente bianca. La folaga americana possiede zampe grigio-verdastre dalle dita provviste di falangi lobate natatorie (sebbene meno sviluppate di quelle della folaga comune) che la rendono un'ottima nuotatrice. I pulcini sono molto simili a quelli della folaga comune: queste piccole palline di piumino nero sono sormontate da una testa variopinta, prevalentemente rossa, e ricoperte da un'ispida peluria gialla sparsa che conferisce loro un'aria comica. I giovani sono quasi uniformemente di colore grigio, scuro sopra e più chiaro sotto. Il becco grigio-rosato e gli occhi marrone contrastano poco con il piumaggio.

### Voce
La folaga americana non emette un vero e proprio canto, ma è tuttavia molto rumorosa. I suoi richiami servono per comunicare con i congeneri, una necessità per un uccello molto gregario al di fuori della stagione riproduttiva e piuttosto territoriale al momento della nidificazione. I richiami servono anche per minacciare i predatori e tutti gli animali che osano avvicinarsi troppo al nido. Essa emette un'intera varietà di richiami, grugniti e gridolini, nonché un krrp o keek acuto, leggermente più basso del richiamo delle gallinelle d'acqua.

## Biologia

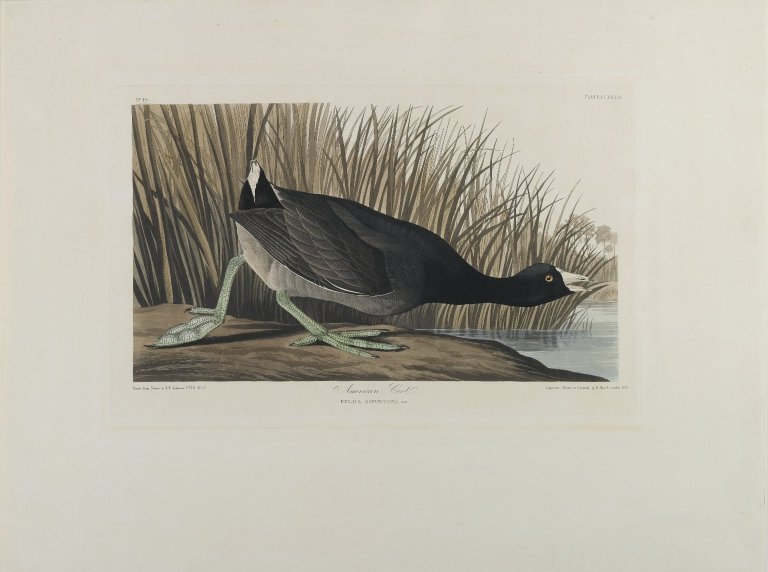
La folaga americana in una stampa di John J. Audubon

La folaga americana è un uccello gregario: non è raro incontrare gruppi di diverse centinaia o addirittura diverse migliaia di individui sopra gli specchi d'acqua preferiti e ai loro margini, soprattutto in inverno. Quando sopraggiunge la primavera e la nidificazione, diventa territoriale e aggressiva verso chiunque si avvicini troppo al nido. Pur essendo un'ottima nuotatrice, la folaga americana ha invece difficoltà a decollare: per farlo deve correre sull'acqua sbattendo le ali. Gli spostamenti in volo vengono effettuati principalmente di notte. La folaga americana è una migratrice parziale: gli esemplari che nidificano nella parte settentrionale dell'areale si spostano verso sud e verso le zone costiere per trascorrere l'inverno.

### Alimentazione
La folaga americana ha una dieta essenzialmente vegetariana, composta da piante acquatiche e alghe, che raggiunge facilmente immergendosi fino a diversi metri di profondità. Si nutre anche di erba e semi (in particolare si può osservare in gruppi considerevoli sui prati dei parchi e sui campi da golf). Infine, la folaga americana integra il pasto con molluschi, crostacei, insetti e altri invertebrati, piccoli pesci e persino carogne.

### Riproduzione
Le coppie si formano alla fine dell'inverno, prima o subito dopo l'arrivo nei siti di nidificazione. Questi ultimi sono costituiti da ambienti di acqua dolce (paludi, specchi d'acqua naturali o artificiali), generalmente forniti di vegetazione piuttosto abbondante. La folaga americana, infatti, costruisce un nido galleggiante fatto di detriti vegetali, ancorato alla vegetazione circostante. Inoltre, la copertura vegetale servirà da rifugio ai pulcini durante il periodo di allevamento fuori dal nido. Il nido, piuttosto grande (circa 30 cm di diametro), viene costruito principalmente dalla femmina. Quest'ultima depone in media da 8 a 12 uova. L'incubazione, effettuata da entrambi i genitori, inizia solitamente prima della fine della deposizione. Si protrae per circa 25 giorni (la sua durata è difficile da determinare esattamente, perché le uova non si schiudono tutte contemporaneamente). I pulcini sono nidifugi: appena asciutti, possono scendere dal nido e nuotare, per poi risalirvi per ripararsi. Molto spesso, una volta che le prime uova si sono schiuse, la femmina costruisce una piattaforma che servirà da rifugio per i primogeniti mentre il maschio continua a covare le uova rimanenti. Ricerche specifiche hanno dimostrato che il colore vivace della testa dei pulcini funge da stimolo per i genitori e li incita a nutrirli. I giovani imparano rapidamente a trovare il nutrimento da soli. Divengono autonomi all'età di uno o due mesi. Nelle regioni caratterizzate da un clima mite, si possono osservare due nidiate all'anno.

## Distribuzione e habitat
Durante la bella stagione, è possibile trovare questa specie nelle paludi d'acqua dolce, nelle zone umide, in laghi e stagni e negli impianti di trattamento delle acque reflue. In inverno si può trovare indifferentemente in zone umide sia di acqua dolce sia di acqua salmastra. Ama anche i campi da golf e i prati, dove si nutre sui tappeti erbosi.
La folaga americana è specie stanziale in una vasta zona che si estende dal Canada sud-occidentale alla Costa Rica settentrionale, attraverso gli Stati Uniti occidentali e meridionali, il Messico e i Paesi dell'America centrale. Troviamo popolazioni sedentarie anche in tutte le Antille, nel nord del Venezuela e nella regione di Bogotà in Colombia. Le folaghe americane che nidificano più a nord (Canada, Stati Uniti settentrionali) migrano verso le zone costiere (Columbia Britannica, costa orientale degli Stati Uniti) o verso gli Stati Uniti meridionali e il Messico per passare l'inverno.

## Tassonomia
Ne vengono riconosciute due sottospecie:
- F. a. americana J. F. Gmelin, 1789 - diffusa dall'Alaska sud-orientale e dal Canada alla Costa Rica e nelle Indie Occidentali;
- F. a. columbiana Chapman, 1914 - diffusa in Colombia ed Ecuador settentrionale.

## Conservazione
La specie varia da comune ad abbondante a seconda della regione. Nonostante il numero di esemplari sia generalmente in calo, essa non è minacciata, dal momento che il suo areale è molto vasto.